# Harlomillsia oculata
Harlomillsia oculata är en urinsektsart som först beskrevs av Mills 1937.  Harlomillsia oculata ingår i släktet Harlomillsia och familjen Oncopoduridae. Inga underarter finns listade i Catalogue of Life.